# Planine u Kur'anu
U Kur'anu se navodi da planine nisu samo uzvišenja koja vidimo sa površine Zemlje, već da one imaju svoju podzemnu strukturu u obliku temelja postavljenih duboko u zemlji. Funkcija temelja planina, koji imaju oblik kocića, je u stabilizaciji Zemljine kore.

## Koren planine u funkciji stabilizacije
Procese nabiranja tla geologija definiše kao uzroke formiranja planinskih venaca. Zemljina kora je u obliku čvrstog omotača, a dublji slojevi su u tečnom obliku. Radijus zemlje na Ekvatoru iznosi 6378 km od čega je 5 – 35 km debljina kore. Kako je zemljin omotač tanak u poređenju sa ukupnim prečnikom, on je podložan potresima i pomeranju. Uloga planina je da pomoću svog korenja stabilizuju tu površinu.
Knjiga pod nazivom »Zemlja«, čiji je jedan od autora Frank Press, bivši predsednik Američke akademije nauka, koristi se kao osnovni udžbenik iz geologije na mnogim univerzitetima u svetu. U toj knjizi navedeno je da su planine klinastog oblika, a da vidljivi deo planina predstavlja samo jedan mali deo mnogo veće celine, i da se njihovo korenje nalazi duboko u zemlji.
Prvi dokazi o postojanju korenja dobijeni su prilikom merenja bočne gravitacione sile na koju utiču planine. Površine na kopnu koje su uzdignute u odnosu na okruženje stvaraju bočnu gravitacionu silu koju je moguće izračunati i izmeriti. Jednostavan način za merenje ove sile je pomoću viska i užeta. Na površini idealne sfere koja ima jednaku gustinu, uže sa viskom je usmereno tačno ka njenom centru. Međutim, Zemlja nema oblik idealne sfere, niti ima jednaku gustinu stenskih masa koje izgrađuju njenu koru. Na onim delovima zemljine površine gde se nalaze istaknuti oblici reljefa, kao što su planine, položaj slobodnog viska je pod uticajem gravitacione sile koju proizvodi njihova masa. Zanimljiva je činjenica da je izmerena vrednost bočne gravitacione sile uvek manja od matematički proračunate vrednosti. To je prvi ustanovio Pierre Bouguer 1749. godine na planinskom masivu Anda. Jedan vek kasnije, F. Petit (1849) zabeležio je istu pojavu na Pirinejima. Pod nadzorom Džordža Everesta, 1855. godine, ova istraživanja izvedena su i na Himalajima. Tu je takođe ustanovljeno da i najveći planinski masiv na zemlji ima manju izmerenu vrednost bočne gravitacije od proračunate matematičke vrednosti. Korišćenjem Njutnovog zakona lako je izračunati gravitaciju planinskog lanca uzimajući u obzir njegovu masu na osnovu prosečne gustine stena od kojih je izgrađen. Eksperimentalno izmerena gravitacija iznosila je trećinu proračunate vrednosti po Njutnovom zakonu. Proračun je vršen pod pretpostavkom da planine imaju istu prosečnu gustinu stena kao i okolni teren. Uzeto je u obzir i to da su planine samo položene na zemljinu koru.
Iste godine George Airy, predložio je objašnjenje za ovaj fenomen. Razlike u nadmorskim visinama potiču od različite gustine zemljinog spoljnog omotača, pa planine velike poput Himalaja ne mogu da leže na čvrstoj zemljinoj podlozi, već plutaju po površini još gušćih stena. Masa planina iznad nivoa mora kompenzovana je sa masom stena u obliku korena koje se pružaju ispod njih, i imaju manju gustinu od okolne litosfere. Hidrostatička ravnoteža postiže se plutanjem materijala manje gustine u gušćem supstratu sa različitim dubinama kompenzacije. Ova pojava u potpunosti može da se objasni sa plutajućim santama leda. Što je veća visina vidljivog dela ledenog brega iznad nivoa vode, veća je i dubina u koju je uronjen.
Gore navedeni pojam ukorenjenosti planina i njihova uloga u stabilizaciji zemljine kore prisutan je i u Kur'anu koji je objavljen pre XV vekova.
Sura 78, ajet 6,7 navodi se:
Zar Zemlju posteljom nismo učinili, a planine stubovima.
Sura 13, ajet 3:
On je Zemlju ravnom učinio i na njoj nepomične planine i reke stvorio i od svakog ploda po par, muško i žensko, dao; On dan zastire noću. To su doista dokazi ljudima koji razmišljaju.
Sura 15 ajet 19: 
A Zemlju smo prostrli i po njoj nepomične planine razbacali i učinili da na njoj sve sa merom raste.
Sura 16 ajet 15:
On je po Zemlji nepomična brda pobacao da vas ona ne potresa, a i reke i puteve da se ispravno usmeravate.
Sura 21 ajet 31:
Mi smo po Zemlji nepomične planine razmestili da ih ona ne potresa, i po njima smo staze i bogaze stvorili da bi oni kuda žele stizali.
Sura 27 ajet 61:
Onaj koji je Zemlju prebivalištem učinio i kroz nju reke proveo i na njoj brda nepomična postavio i dva mora pregradio. - Zar pored Boga postoji drugi bog? Ne postoji, nego većina njih u neznanju živi.
Sura 31, ajet 10: 
Nebesa je, vidite ih, bez stubova stvorio, a po Zemlji planine nepomične razbacao da vas ne trese, i po njoj životinje svih vrsta razasuo. Mi s neba kišu spuštamo i činimo da po njoj niču svakovrsne plemenite biljke.

Sura 41 ajet 10: 
On je nepomična brda po njoj (Zemlji) stvorio i blagoslovljenom je učinio i proizvode njezine na njoj odredio, sve to u četiri vremenska razdoblja, - ovo je objašnjenje za one koji pitaju.
Sura 50 ajet 7: 
A Zemlju smo rasprostrli i po njoj nepomična brda pobacali i dali da iz nje niče raznovrsno prekrasno bilje.
Sura 77 ajet 25 – 27:
Zar Mi nismo učinili Zemlju sabiralištem živih i mrtvih i na njoj nepomične visoke planine postavili, i zar vam Mi ne dajemo da slatku vodu pijete?
Sura 79 ajet 30 - 32: 
Posle toga je Zemlju poravnao, iz nje je vodu i pašnjake izveo, i planine nepomičnim učinio.
Zabeleženo je da je prorok Muhamed rekao
Kada je Bog stvorio Zemlju njena površina je počela da se pomera i trese, pa ju je On stabilizovao sa planinama.
U suri 88, ajet 17 - 20, Kur’an pita ljude da razmisle o brojnim fenomenima Božijeg stvaranja, a između ostalog i o planinama. 
Pa zašto oni ne pogledaju kamile - kako su stvorene, i nebo - kako je uzdignuto, i planine - kako su postavljene, i Zemlju - kako je prostrta?!

## Sastav stena
Kur’an ukazuje da su planine sastavljene od palete crvenih i belih površina različitih po boji i intezitetu, kao i od brojnih nijansi crnih i belih slojeva. Ovo se zapravo odnosi na kontinentalne planine koje su pretežno granitnog sastava crvene i bele boje, kao i na ostrvske planine koje su nastale od crno obojenih bazičnih i ultrabazičnih stena.
Suri 35 ajet 27, 28:
Zar ne znaš da Bog s neba pušta vodu i da Mi pomoću nje stvaramo plodove različitih vrsta; a postoje brda belih i crvenih staza, različitih boja, i sasvim crnih.

## Pokretanje planina
Zemljina površina nalazi se u stanju izostatičke ravnoteže. Kada se ta ravnoteža naruši, dolazi do izostatičkog prilagođavanja i ponovnog uspostavljanja balansa. Ukoliko se doda teret na Zemljinu koru kao posledica se javlja izostatičko poniranje, a kada se smanji teret, nastaje suprotan proces, tj izostatičko izdizanje. Erozijom planinskih masa narušava se ravnoteža i dolazi do vertikalnih, epirogenih pokreta kao težnja ka ponovnom uspostavljanju ravnoteže. Ovi procesi se nastavljaju sve dok se planine ne pretvore u brda ili ravnice, a sam koren erodirane planine ne ispliva na zemljinu površinu. Dokaz da je nekada postojala planina nalazi se u naboranim metamorfnim stenama koje su nekada bile koren planine.
Sura 27 ajet 88 ukazuje se na to da se planine kreću:
Ti vidiš planine i misliš da su nepomične, a one promiču kao što promiču oblaci - to je Božije delo Koji je sve savršeno stvorio; On, doista, zna ono što radite.

## Zaključak
U Kur'anu se opisuju planine kao stabilizatori Zemljine površine, i ukazuje na postojanje  klinova koji prodiru duboko u litosferu, kao i na sastav stenskih masa od kojih su izgrađene, što je u savršenom skladu sa otkrićima moderne nauke. Džordž Ajri je sredinom XIX veka otkrio da planine nisu samo uzvišenja na površini zemlje, već da imaju i izgrađenu strukturu ispod svoje površine, u obliku korenja. Zatim su definisani fizički procesi koji utiču na formiranje pomenutih struktura, kao i značaj izostatičke ravnoteže. Ove naučne činjenice su samo neki od dokaza Božanskog porekla Kur'ana i poslanstva proroka Muhameda.

## Spoljašnje veze
- Časopis NUR u izdanju Iranskog kulturnog centra u Beogradu